# الطوار
الطوار هو حي يقع في إمارة دبي في الإمارات العربية المتحدة ويبلغ عدد سكانها 18,457 نسمة، تقع الطوار في الجهة الشرقية من ديرة وتنقسم منطقة الطوار الى ثلاثة مناطق الطوار ١، الطوار ٢، الطوار ٣ و الطوار ٤ والطوار ٥. وقد وصل عدد السكان في العام 2023 إلى (29,951) نسمة موزعين بين (12,827) نسمة في الطوار1 بكثافة سكانية (5,002) فرد/كم²، و(5,340) نسمة في الطوار2 بكثافة سكانية (4,807) فرد/كم²، و(11,784) نسمة في الطوار3 بكثافة سكانية (3,971) فرد/كم²، بحسب بيانات مركز دبي للإحصاء.
تقع المنطقة بالقرب من مطار دبي الدولي، ويحيط بها كل من القصيص والمحيصنة وهور العنز كما تتصل بشارع الشيخ زايد من الشرق وشارع الشيخ محمد بن زايد من الغرب، مما يسهل التنقل من وإلى المنطقة، تحتوي منطقة الطوار على العديد من المرافق الخدمية والحيوية، بالإضافة إلى حدائق عدة في الأحياء، و ستة محطات مترو الخط الأخضر (مترو دبي)  و تظم أيضاً هذه المنطقة على مرافق أخرى منها الطوار سنتر للخدمات الحكومية و كذلك مبنى القيادة العامة لشرطة دبي في منطقة الطوار الأولى بالإضافة إلى مكتبة الطوار العامة.
تعتبر الطوار منطقة سكنية باهظة الثمن في دبي وموطنًا للعديد من رجال الأعمال المشهورين في دبي. وهو في الغالب مجتمع سكني. تشمل المعالم البارزة في الطوار سوق الوفاء هايبر ماركت ومقر شرطة دبي بالإضافة إلى منشأة رياضية داخلية حديثة حيث يشارك سكان المنطقة في البطولات الرياضية في كرة القدم وتنس الطاولة وكرة الريشة وحتى كرة القدم الصابونية. يعتبر الكابتن ماجد رمزًا شائعًا بين شباب المنطقة.

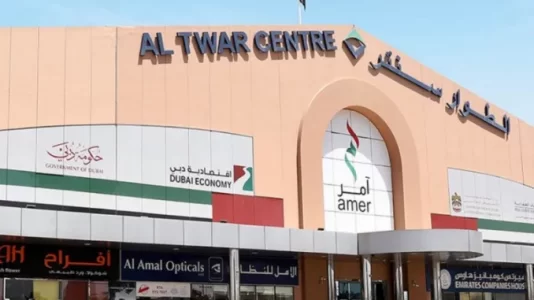
مركز الطوار سنتر في منطقة الطوار الثانية

## مدارس الطوار

### منطقة الطوار ١الاولى
- مدرسة الكويت للبنات
- مدرسة مارية القبطية الاعدادية
- مدرسة كامبريدج الدولية
- مدرسة الثاني من ديسمبر للبنات

### منطقة الطوار ٢الثانية
- مدرسة ستار الدولية
- مدرسة السلام الخاصة
- مدرسة الحديبية

### منطقة الطوار الثالثة
- مدرسة اسماء بنت النعمان النموذجية
- مدرسة الابداع الخاصة